# Luigi Marini

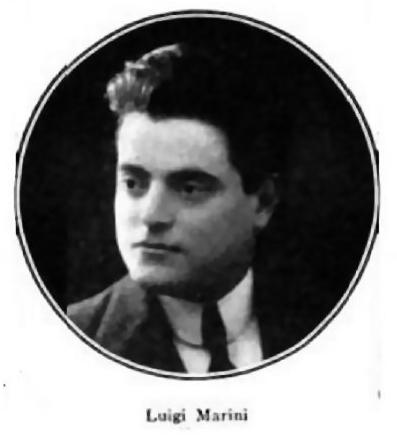
Nel 1913

Luigi Marini (Ascoli Piceno, 19 settembre 1884 – Ascoli Piceno, 21 novembre 1942) è stato un tenore italiano.

## Biografia
Debuttò a Ravenna nel ruolo di Alfredo ne La traviata di Giuseppe Verdi. Dopo il grande successo, cantò al Teatro Donizetti di Bergamo nel ruolo di Enzo Grimaldo ne La Gioconda di Amilcare Ponchielli. Nel 1910 fece la sua apparizione a Bucarest (Ernesto in Don Pasquale, Rodolfo ne La bohème). Quindi, nel 1912, cantò al Teatro Municipal di Rio de Janeiro, i ruoli di Pinkerton in Madama Butterfly Giacomo Puccini, Hagenbach in La Wally di Alfredo Catalani e Mario Cavaradossi in Tosca di Puccini. Nello stesso anno si esibì al Teatro dell'Opera di Roma, dove ottenne grandi successi nei ruoli di Hagenbach e Rodolfo.
Nel 1915 debuttò al Teatro alla Scala di Milano, nel ruolo di Enzo Grimaldo, dove riscosse un grande successo. Nel 1921 tornò alla Scala e cantò i ruoli da protagonista ne Il tabarro e Gianni Schicchi di Puccini, e ne La Wally di Catalani. Nel 1924 fu invitato al Covent Garden di Londra, dove cantò per la prima volta il ruolo di Andrea Chénier dell'omonima opera di Umberto Giordano. Successivamente Andrea Chénier divenne il suo cavallo di battaglia. Nel 1929 cantò questo ruolo nella prima registrazione completa di Andrea Chénier fatta insieme all'Orchestra e al Coro del Teatro alla Scala di Milano sotto la direzione del maestro Lorenzo Molajoli .
Marini ebbe anche successo al Gran Teatro La Fenice di Venezia, al Teatro Regio di Torino, al Teatro di San Carlo di Napoli e al Teatro Carlo Felice di Genova, dove cantò i ruoli di Luigi (Il tabarro di Puccini), Rinuccio (Gianni Schicchi di Puccini), Rodolfo (La bohème), Faust (Mefistofele di Arrigo Boito), Enzo Grimaldo (La Gioconda) e Walter (Lorelei di Catalani).
Marini canto anche all'estero: all'Opera di Zurigo, al Gran Teatre del Liceu di Barcellona e al Teatro Nacional de São Carlos di Lisbona, dove debuttò nei ruoli di Edgardo in Lucia di Lammermoor, Rodolfo ne La bohème e Turiddu in Cavalleria rusticana di Pietro Mascagni. Terminò la sua carriera operistica nel 1931 dopo aver cantato il ruolo di Andrea Chénier. Morì ad Ascoli Piceno nel 1942.

## Repertorio
| Repertorio operistico |                      |            |
| Ruolo                 | Titolo               | Autore     |
| Faust                 | Mefistofele          | Boito      |
| Walter                | Loreley              | Catalani   |
| Hagenbach             | La Wally             | Catalani   |
| Edgardo Ravenswood    | Lucia di Lammermoor  | Donizetti  |
| Ernesto               | Don Pasquale         | Donizetti  |
| Fernando              | La favorita          | Donizetti  |
| Andrea Chénier        | Andrea Chénier       | Giordano   |
| Turiddu               | Cavalleria rusticana | Mascagni   |
| Fritz Kobus           | L'amico Fritz        | Mascagni   |
| Avito                 | L'amore dei tre re   | Montemezzi |
| Enzo Grimaldo         | La Gioconda          | Ponchielli |
| Rodolfo               | La bohème            | Puccini    |
| Mario Cavaradossi     | Tosca                | Puccini    |
| F. B. Pinkerton       | Madama Butterfly     | Puccini    |
| Luigi                 | Il tabarro           | Puccini    |
| Rinuccio              | Gianni Schicchi      | Puccini    |
| Egisto                | Elettra              | Strauss    |
| Guglielmo Meister     | Mignon               | Thomas     |
| Ernani                | Ernani               | Verdi      |
| Duca di Mantova       | Rigoletto            | Verdi      |
| Manrico               | Il trovatore         | Verdi      |
| Alfredo Germont       | La traviata          | Verdi      |

## Discografia
- 1928 - La bohème (Puccini) - Orchestra e Coro della Scala, Milano; Lorenzo Molajoli: Luigi Marini (Rodolfo), Rosetta Pampanini (Mimì)
- 1931 - Andrea Chénier (Giordano) - Orchestra e Coro della Scala, Milano; Lorenzo Molajoli: Luigi Marini (Andrea Chénier), Lina Bruna Rasa (Maddalena)